# 카르티에 라탱
카르티에 라탱(프랑스어: Quartier latin)은 프랑스 파리 5구와 6구 북부 및 동부에 걸친, 센강 좌안에 자리 잡은 소르본의 역사적 중심지를 일컫는다. 흔히 라탱 지구, 라틴 지구 등으로 칭하기도 한다.

## 어원
전통적으로 파리는 도심지(cité), 도회지(ville), 대학가(Université)라는 세 구역으로 나눠졌다. 이 세 구역은 각각 시테섬, 센강 우안, 센강 좌안을 일컫는다.
17세기 작가들은 대학가를 "페이 라탱"(pays latin; 라틴 지방)으로 부르기 시작했는데, 당대 대학 수업에서 라틴어를 집중적으로 사용하였기 때문이다. 페이 라탱이라는 표현은 이전부터 역사책에서 라티움 지역을 일컫는데 사용되기도 한 표현이다. 이 표현은 장루이 게즈 드 발자크(1597-1654)가 처음 사용한 것으로 여겨진다. · 
퓌르티에르 사전(1690)과 리트레 사전(1872)은 "라틴"(Latin) 표제에 "라틴 지방"(pays latin)을 수록하였다.
"카르티에 라탱"이 "페이 라탱"을 대신하여 쓰인 것은 18세기 말엽부터이다. 리트레 사전은 이 단어 역시 수록하였다.

## 위치

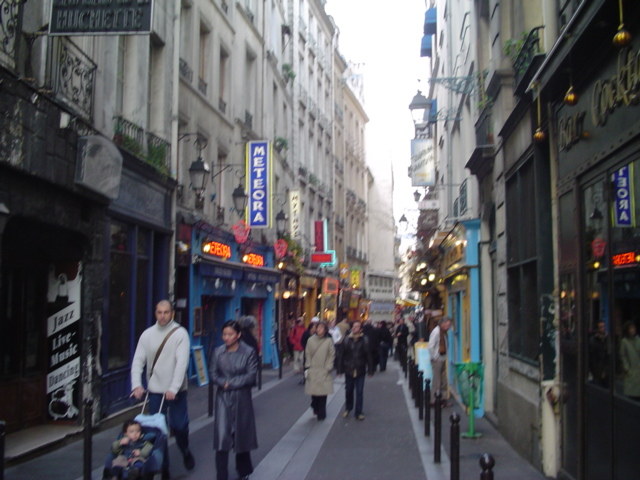
카르티에 라탱의 골목길 풍경

파리 센강변 왼쪽에 위치하며, 행정구역 상으로는 파리 중앙지역인 5구에서 6구에 걸쳐 있다. 중세 시대부터 이미 이곳에서 많은 학생들이 공부하면서 학문의 중심지로 여겨졌으며, 프랑스 혁명이 일어나기 전까지 라틴어로 대학 수업이 이루어졌기에 카르티에 라탱(Quartier latin)이라는 명칭이 붙었다. 이후 많은 교육기관들과 여러 음식점, 카페 등이 자리잡았다. 1968년 발발한 프랑스 학생운동이 시작된 곳이기도 하다.

## 장소

### 기념물
- 팡테옹
- 국립중세미술관 (클뤼니 미술관)
- 뤽상부르 궁 (상원의회)
- 뤽상부르 공원
- 뤽상부르 미술관
- 파리 식물원
- 파리 박물관
- 조폐국
- 베르나르댕 수도원

### 지역 내 주요 교육기관
- 콜레주 드 프랑스
- 고등사범학교
- 파리 국립광업학교
- 파리 제1 대학교
- 파리 제2 대학교
- 파리 제3 대학교
- 파리 제4 대학교
- 파리 제5 대학교
- 파리 제6 대학교
- 파리 제7 대학교

## 이 지역을 배경으로 한 작품

### 소설
- 《왕비의 이혼》(王妃の離婚, 1999년, 일본)
- 《카르티에 라탱》(カルチェ·ラタン, 2000년, 일본)

### 영화
- 《사랑해, 파리》(Paris, je t`aime, 2006년, 스위스)

### 노래
- 《카르체 라탄의 눈》(カルチェラタンの雪, 1979년, 일본)

## 같이 보기
- PSL 대학교
- 소르본 대학교